# Archidiocèse de Catanzaro-Squillace
L'archidiocèse de Catanzaro-Squillace (en latin : Archidioecesis Catacensis-Squillacensis ; en italien : Arcidiocesi di Catanzaro-Squillace) est un archidiocèse métropolitain de l'Église catholique d'Italie appartenant à la région ecclésiastique de Calabre.

## Territoire
Il est situé dans une partie de la province de Catanzaro, les autres parties de cette province étant partagées par l'archidiocèse de Crotone-Santa Severina et le diocèse de Lamezia Terme qui sont les suffragants de l'archidiocèse de Catanzaro-Squillace ; un autre morceau de son district est dans la province de Vibo Valentia dont l'autre partie est dans le diocèse de Mileto-Nicotera-Tropea. Il possède aussi une commune (Panettieri) de la province de Cosenza. Son territoire d'une superficie de 1 806 km2 est divisé en 136 paroisses regroupées en 10 archidiaconés. Le siège archiépiscopal est à Catanzaro où se trouve la cathédrale de l'Assomption. La cathédrale de Squillace est l'ancien siège du diocèse de Squillace.

## Histoire
L'archidiocèse actuel est né de la fusion des diocèses de Catanzaro et de Squillace par le décret Instantibus votis de la Congrégation pour les évêques du 30 septembre 1986.

### Diocèse de Squillace
Squillace est l’un des plus anciens diocèses du sud de l’Italie. La tradition retrace sa naissance à l'ère apostolique, le premier évêque aurait été Giovanni, ordonné par Étienne de Nicée (it), premier évêque de Reggio ou Fantin, disciple du pape Lin, successeur de saint Pierre. Historiquement, le premier évêque dont le nom est connu est Gaudenzio, qui signe les actes du concile de Rome (it) convoqué par le pape Hilaire en 465.
À la fin du Ve siècle, le diocèse est impliqué dans deux faits criminels. D'après les lettres du pape Gélase Ier, il s'avère qu'entre 494 et 496 deux évêques sont tués. En fait, quelques ecclésiastiques sont impliqués, un prêtre nommé Celestino et un archidiacre nommé Asello, en profite pour être élu évêque ; les évêques des diocèses voisins sont chargés par le pontife d'imposer les sanctions ecclésiastiques nécessaires et d'éliminer l'usurpateur. Au VIe siècle, les premières institutions monastiques occidentales sont nées à Squillace grâce à Cassiodore qui, entre 540 et 550, construit un ermitage et un prieuré. Au cours de cette même période, l'évêque Zaccheo soutient courageusement le pape Vigile à Constantinople contre la violence de Justinien, en démontrant, entre autres, la communion de l'Église de Squillace avec celle de Rome.
Le diocèse de Squillace, ainsi que tous ceux du sud de l'Italie et de la Sicile, continuent de dépendre spirituellement de Rome même après l'inclusion de ces régions dans l'empire byzantin avec la Pragmatique Sanction de 554. Vers 732, Léon III l'Isaurien soustrait une partie de l'Italie méridionale de la juridiction ecclésiastique de Rome pour l'associer à celle du patriarcat de Constantinople. Dans le Notitia Episcopatuum de Léon VI le Sage, datant du début du Xe siècle, le diocèse de Squillace est de rite byzantin et suffragant de l'archidiocèse de Reggio. Sur les trois siècles où Squillace est diocèse byzantin, nous n'avons presque aucun document et ignorons les noms des évêques, à l'exception de Demetrio, qui signe, avec quatre autres évêques calabrais, les actes du quatrième concile de Constantinople contre Photios Ier en 869-870. Toujours à la même période, le diocèse de Squillace est enrichi par la présence de moines basiliens qui créent une extraordinaire floraison de monastères, dont celui du monastère gréco-orthodoxe de San Giovanni Theristis. La tradition donne également de cette date l’arrivée des reliques de saint Acace de Byzance, patron du diocèse, et de saint Grégoire le Thaumaturge, patronne de Stalettì.
Trente ans après la conquête normande de la Calabre, le rite latin et la soumission à la juridiction de Rome sont restaurés. La latinisation se fait lentement. Le premier évêque de rite latin est Giovanni de Niceforo, doyen du diocèse de Mileto (1096). Dans l'acte de formation de 1096, le diocèse de Squillace, les limites sont fixées par Roger II à partir des rivières Alarum et Crocleam. Initialement, le diocèse de Squillace est placé sous l'autorité immédiate du Saint-Siège, comme l'attestent les bulles du pape Urbain II (1096) et du pape Pascal II (1110). Mais déjà en 1165, le pape Alexandre III soumet Squillace à la province ecclésiastique de l'archidiocèse de Reggio.
La série des évêques de Squillace n'est pas interrompue, à l'exception d'une brève période de vacances en raison de l'hostilité de Frédéric II de Souabe qui, en 1236, usurpe le diocèse ; après la mort de l'empereur (1250), le pape Innocent IV ne confirme pas le chanoine de Reggio, et le 6 octobre 1254, il transfère à Squillace l'évêque de Martirano (it). À l'époque angevine et aragonaise, les évêques tentent en vain de recouvrir l'autorité juridictionnelle des régions habitées de Montauro, Gasperina et Bivongi, qui, depuis sa fondation par saint Bruno appartenant à la chartreuse de Serra.
L'époque tridentine est marquée par le travail de l'évêque et cardinal Guglielmo Sirleto, consultant au concile de Trente ; À son arrivée à Squillace en 1568, il effectue d'abord la visite pastorale du diocèse et donne une impulsion décisive au séminaire épiscopal, érigé dès 1565. Le travail de réforme du diocèse est poursuivi par ses neveux, les évêques Marcello, Tommaso et Fabrizio Sirleto. Vers la fin du XVIe siècle, le territoire du diocèse de Squillace est le théâtre de nombreux épisodes de protestations religieuses et ou politiques, dont le plus connu est la prétendue conspiration de Tommaso Campanella en 1599. La querelle séculaire avec la chartreuse de Serra est résolue par les événements politiques de la première moitié du XIXe siècle. À l’époque napoléonienne, la chartreuse est supprimée par Joachim Murat en 1807. L'année suivante, Montauro et Gasperina sont annexés au diocèse de Squillace.

### Archidiocèse de Catanzaro
Le diocèse de Catanzaro est érigé par le pape Calixte II en 1121, obtenant son territoire du diocèse de Squillace. Selon la Chronica Trium Tabernarum, le siège d'origine du diocèse aurait été la localité de Tres Tabernae ; après l'invasion des Sarrasins, les évêques se réfugient à Catanzaro. Le diocèse, après avoir été soumis immédiatement au Saint-Siège, devient suffragant de l'archidiocèse de Reggio ainsi documenté par le Liber censuum Romanae Ecclesiae de l'Église romaine.
En 1567, le séminaire diocésain est officiellement institué et confié au collège des jésuites. Cependant, le manque de fonds empêche le bon déroulement du séminaire, pour répondre aux besoins du séminaire, l'évêque Orazi impose un impôt sur l'ensemble du diocèse; et peut le restaurer en 1594. Après la mort de l'évêque, le séminaire est fermé. Au milieu du XVIIe siècle, une collaboration avec le collège des jésuites est tentée avec peu de succès. Dans la première moitié du XVIIIe siècle, de nouvelles tentatives sont faites et pendant quelques années, il y a effectivement des cours au collège mais le séminaire vit de longs moments de fermeture, fermé en 1750, il est rouvert trois ans, mais encore fermé pour rouvrir en 1769. En 1833 l'évêque Matteo Franco assure le séminaire d'un siège plus important.
À la suite des décrets de réforme du concile de Trente, des visites pastorales dans le diocèse commence à Catanzaro, mais sans la fréquence annuelle prévue par le concile, et dans certains cas, les évêques délèguent la visite aux vicaires. Nombreux sont les abus à combattre, en particulier celui des soi-disant "diacres sauvages", c'est-à-dire des laïcs jouissant de privilèges ecclésiastiques et répandus sur tout le territoire diocésain. Avec beaucoup de retard par rapport aux autres diocèses calabrais, le premier synode diocésain est célébré pendant l'épiscopat de Carlo Sgombrino en 1677 ; le deuxième synode n'aura lieu qu'en 1783. En 1704, les nouveaux statuts et constitutions du chapitre de la cathédrale sont approuvés et publiés, mettant ainsi fin à des décennies de litiges sur les droits des chanoines.
Le tremblement de terre dévastateur de 1783, en plus de causer des milliers de morts, aboutit à la création de la Cassa Sacra par le roi Ferdinand IV, qui a pour but la confiscation des biens ecclésiastiques de Calabre et de les utiliser pour la reconstruction après les dégâts. Malgré les bonnes intentions, la Cassa Sacra n’a pas les effets escomptés, ce qui entraîne une nouvelle concentration des propriétés entre les mains des riches et ne contribue que partiellement aux besoins de reconstruction. C'est l'évêque de Catanzaro, Salvatore Spinelli (1779-1792) qui est appelé pour présider l'assemblée de la Cassa.
En 1912, le séminaire régional pontifical Saint-Pie X est inauguré à Catanzaro, fortement souhaité par l'évêque Pietro di Maria. Le 5 juin 1927, le diocèse de Catanzaro n'est plus lié comme suffragant à Reggio Calabria et passe au rang d'archidiocèse non métropolitain par la bulle Commissum supremo du pape Pie XI ; la même année, l'archevêque Giovanni Fiorentini obtient le pallium.

### Archidiocèse de Catanzaro-Squillace
Le 23 décembre 1927, l'archevêque de Catanzaro, Giovanni Fiorentini, est également nommé évêque de Squillace, unissant in persona episcopi les deux diocèses. À l’exception des années 1950-1956 les deux diocèses sont unis in persona espiscopi jusqu’en 1986. Le 30 septembre 1986, par le décret Instantibus votis de la Congrégation pour les évêques, l'archidiocèse de Catanzaro et le diocèse de Squillace sont pleinement unit et la nouvelle circonscription ecclésiastique prend son nom actuel.
Le 18 novembre 1989, l'archidiocèse de Catanzaro-Squillace cède quinze paroisses au diocèse de Locri-Gerace et récupère cinq paroisses : deux du même diocèse de Locri-Gerace, un de l'archidiocèse de Crotone-Santa Severina, un du diocèse de Lamezia Terme et un de l'archidiocèse de Cosenza-Bisignano. L'archevêque Antonio Cantisani fonde les musées diocésains d'art sacré de Catanzaro (1984) et de Squillace (1997) qui constituent aujourd'hui un centre unique divisé en deux sites, situés dans les palais épiscopaux respectifs.
Par la bulle Maiori Christifidelium du pape Jean-Paul II en date du 30 janvier 2001, l'archidiocèse de Catanzaro-Squillace est élevé au rang de siège métropolitain avec les suffragants de Crotone-Santa Severina et de Lamezia Terme.

## Sources
- (en) Catholic-Hierarchy

- (it) Cet article est partiellement ou en totalité issu de l’article de Wikipédia en italien intitulé « Arcidiocesi di Catanzaro-Squillace » (voir la liste des auteurs).

### Articles liés
- Liste des diocèses et archidiocèses d'Italie
- Église catholique en Italie